# Это не я, это другой (фильм, 2004)
«Это не я, это другой» (фр. C'est pas moi, c'est l'autre) — французско-канадский фильм режиссёра Алена Залума. Премьера фильма состоялась 24 декабря 2004 года в Канаде .

## Сюжет
Неудачливый вор по имени Винсент Папино во время кражи в Монреале захватывает дешёвую картину. Перепродав её ради куска хлеба, он узнает, что в раме картины были спрятаны 50 000$ и что она принадлежала некоему Карло, боссу марсельской мафии. На самом деле, имя Карло — это уменьшительное от Карлотты Лучиани, специалистки по вендетте. Карлотта начинает поиски своей картины, в компании Мариуса, её прихвостня.
Судьба улыбается Винсенту, переодевшемуся священником, чтобы ускользнуть от преследователей. Он натыкается на двух полицейских, которые по ошибке принимают его за Клода Лорена, их коллеги из «бригады», которого все считали находящимся в отпуске. Сознавая, что при возвращении настоящего Клода Лорена, личность которого он присвоил себе, недоразумение будет раскрыто, Винсент с его другом Дьедонне к своей выгоде разрабатывают невероятный план.

## В ролях
| Актёр          | Роль               |
| -------------- | ------------------ |
| Рой Дюпюи      | Винсент Папино     |
| Анемон         | Карлотта Лучиани   |
| Мишель Мюллер  | Мариус             |
| Люси Лорье     | Люси               |
| Люк Мервиль    | Дьёдонне           |
| Алан Ширман    | Грин               |
| Бенуа Бриер    | Мишель ван дер Лоо |
| Жислен Тремблэ |                    |
| Раймон Клотье  | Левек              |
| Каролин Нерон  | Лоренс             |